# Baiso (llengua)
|  | Per a altres significats, vegeu «baiso». |

El baiso és una llengua cuixítica parlada al llac Abaya, a Etiòpia. Ha estat estudiada pels lingüistes Lydia Hoeft, Matthias Brenzinger i Ralf Siebert, que han treballat amb les llengües dels llacs Abaya i Chamo, entre les quals es troben el burji, l'ometo, l'oromo i el darasa. A més, Corbett Greville i Richard Hayward han estudiat el gènere i el nombre en diverses llengües, entre les quals es troba el baiso.

## Geografia
El baiso és natural del llac Abaya, un llac de 1162 km² situat a la Vall del Rift. És un paratge integrat al Parc Nacional de Nechisar. Té més de deu illes, la major part d'elles habitades.

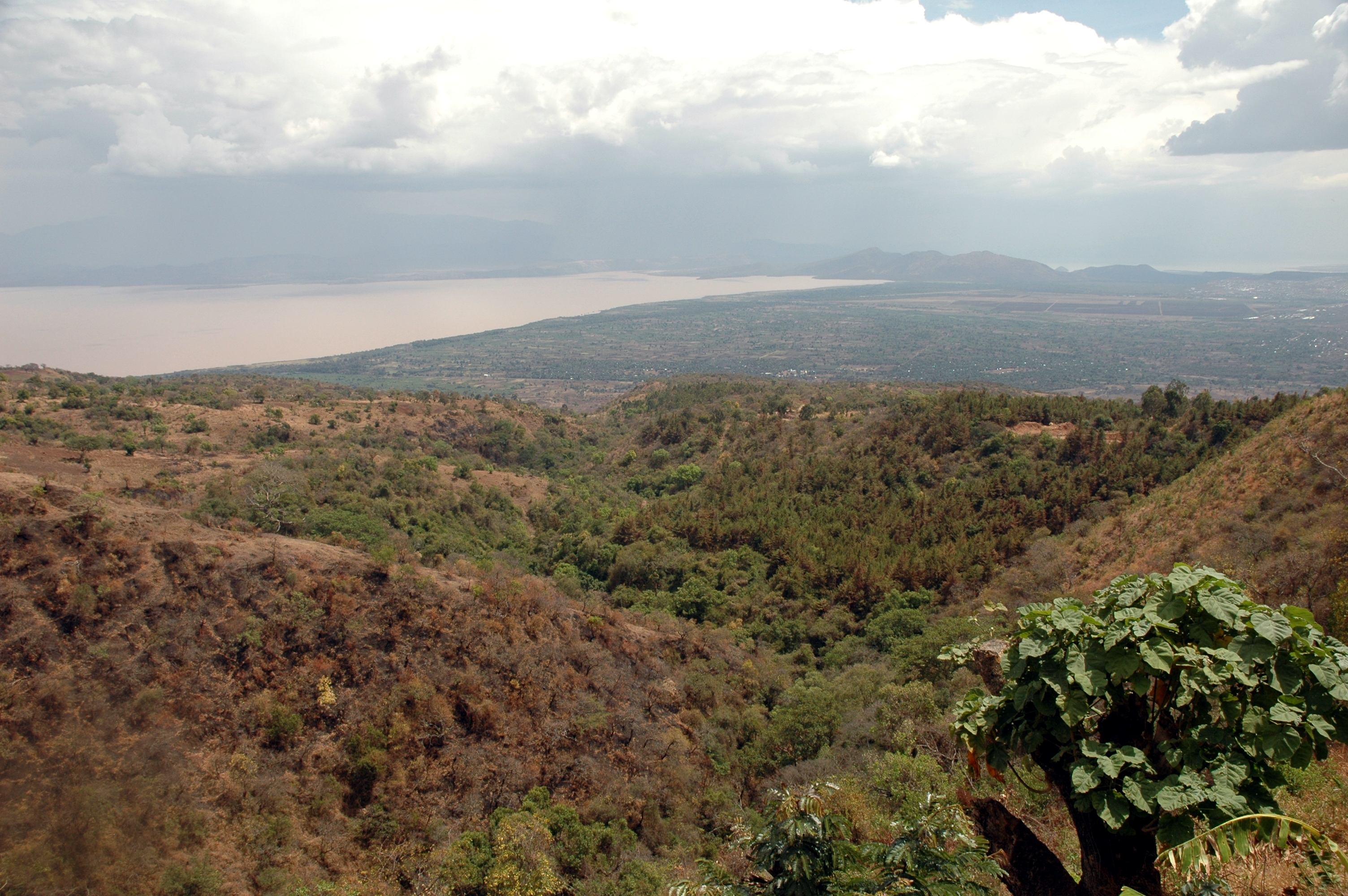
Imatge del llac Abaya, on es parla el baiso

En aquests indrets es parlen dues llengües: el baiso i l'ometo, anomenat allà wolaytta, ganjule i gats'ame. L'ometo es parla a diverses regions d'Etiòpia. En canvi, el territori del baiso és molt més reduït. El trobem principalment a les illes del nord del llac, entre les quals hi ha Gidicho i Golmaka, i també a la costa oest, entre les poblacions de Jigesa i Alge.

## Parlants
S'han fet diversos sondejos per estimar-ne el nombre de parlants. Tots els resultats oscil·len entre els mil i els tres mil.

## Sociolingüística
A Gidicho, l'illa més gran del llac, conviu amb l'ometo, mentre que a la resta de localitats de l'espai lingüístic és la llengua majoritària. S'ensenya a les escoles juntament amb l'ometo i l'oromo. Encara que no es parli al llac Abaya, aquesta darrera és una llengua força important a Etiòpia.

## Estatus legal
La constitució d'Etiòpia precisa que totes les llengües del país gaudeixen del mateix reconeixement legal (capítol 1, article 5), però són els estats etíops els que han de desplegar els fonaments legals de l'ús de les llengües. És per això que el baiso no es beneficia gens de la llei. Estableix, a més, l'amhàric com a llengua instrumental de la comuncació federal.

## Classificació
Forma part de les llengües afroasiàtiques, on també trobem l'àrab, l'hebreu i el somali. Dins de la família, se'l classifica a la branca de les llengües cuixítiques juntament amb les seves germanes oromo, sidamo i rendille, entre d'altres.

## Lèxic

### Els nombres
Comparem els nombres en baiso amb els d'altres idiomes de la mateixa família, la cuixítica.
|   | BAISO   | AFAR     | OROMO  | BURJI   |
| 1 | Koo     | Iniki    | Tokko  | Micca   |
| 2 | Laama   | Lammaya  | Lama   | Lama    |
| 3 | Seedi   | Sidocu   | Sadii  | Fadiya  |
| 4 | Afar    | Fereyi   | Afur   | Foola   |
| 5 | Ken     | Konoyu   | Shan   | Umutta  |
| 6 | Le      | Laheyi   | Ja'a   | Liya    |
| 7 | Todoba  | Malciini | Torba  | Lamala  |
| 8 | Siddeet | Bacaara  | Saddet | Hiditta |
| 9 | Saagaal | Sagaala  | Sagal  | Wonfa   |